# Remigiusz Lis
Remigiusz Lis (ur. 1967) – polski bibliotekarz cyfrowy, twórca i koordynator Śląskiej Biblioteki Cyfrowej.

## Życiorys
Absolwent Technikum Mechanicznego w Zespole Szkół Mechanicznych nr 1 w Bydgoszczy. Ukończył studia na Wydziale Filozofii Katolickiego Uniwersytetu Lubelskiego, studia podyplomowe na Politechnice Śląskiej w zakresie sieci komputerowych i administracji systemami komputerowymi, na Uniwersytecie Jagiellońskim z zarządzania kulturą oraz na Uniwersytecie Ekonomicznym z zakresu sztucznej inteligencji oraz analizy danych. Uczestnik wizyty studyjnej "Library & Information Science" w ramach International Visitor Leadership Program Departamentu Stanu USA.
W 2006 roku założył Śląską Bibliotekę Cyfrową, która powstała w ramach współpracy Biblioteki Śląskiej oraz Uniwersytetu Śląskiego. Opracował i koordynował także takie projekty jak: Społeczna Pracownia Digitalizacji, Śląska Internetowa Biblioteka Zbiorów Zabytkowych, forum i blog Biblioteka 2.0, digitalizacji regionalnego piśmiennictwa, czy Śląskie Digitarium. 
W 2018 roku otrzymał Nagrodę im. ks. Augustina Weltzla „Górnośląski Tacyt” w kategorii popularyzator historii „za digitalizację zbiorów Biblioteki Śląskiej”; laudację na jego cześć wygłosił prof. Ryszard Kaczmarek.
W 2021 roku na podstawie rozprawy pt. Model regionalnej biblioteki cyfrowej na przykładzie Śląskiej Biblioteki Cyfrowej na Wydziale Nauk Społecznych UŚl otrzymał stopień naukowy doktora nauk społecznych w zakresie nauk o komunikacji społecznej i mediach.
W Bibliotece Śląskiej sprawuje funkcję pełnomocnika dyrektora tejże instytucji ds. Instytutu Mediów Cyfrowych „Digitarium”, był także jej wicedyrektorem. Od roku 2018 jest członkiem Rady Programowej Książnicy Cieszyńskiej, w roku 2023 został powołany do Rady Naukowej Zakładu Narodowego im. Ossolińskich.

## Nagrody i odznaczenia
- 2002: Srebrny Krzyż Zasługi[19]
- 2005: Brązowy Medal „Zasłużony Kulturze Gloria Artis”[20]
- 2018: Nagroda im. ks. Augustina Weltzla "Górnośląski Tacyt"[21]